# Олне (Приморски Шарант)
Олне (фр. Aulnay) насеље је и општина у западној Француској у региону Поату-Шарант, у департману Приморски Шарант која припада префектури Сен Жан д'Анжели.
По подацима из 2011. године у општини је живело 1448 становника, а густина насељености је износила 46,75 становника/km². Општина се простире на површини од 30,97 km². Налази се на средњој надморској висини од 54 метара (максималној 107 m, а минималној 32 m).

## Демографија
| 1962. | 1968. | 1975. | 1982. | 1990. | 1999. | 2011. |
| ----- | ----- | ----- | ----- | ----- | ----- | ----- |
| 1.382 | 1.481 | 1.509 | 1.503 | 1.462 | 1.507 | 1.448 |

График промене броја становника у току последњих година